# القادسية (تكريت)
القادسية  حي سكني في شمال شرق مدينة تكريت في محافظة صلاح الدين وسط شمال جمهورية العراق، بين دائرتي عرض (34.40.0 - 34.38.20) شمالاً و(43.38.20 - 43.40.50) شرقاً، مساحته 783.20 هكتار، المعدل السنوي لدرجة الحرارة العظمى (29.2) ومعدل الدرجة الصغرى (16.2)، حي القادسية أكبر أحياء مدينة تكريت. ومن أفضل أحيائها، وفيه حتى سنة 2019م اثنان وعشرون مدرسة ابتدائية، وخمس مدارس تعليم ثانوي، وفيه مركز صحي واحد.

## السكان
| السنة | عدد السكان    | عدد المساكن |
| 1987  | 2057          |             |
| 1997  | 11745         |             |
| 2012  | 24811         |             |
| 2018  | 27849         |             |
| 2019  | 21849[محل شك] |             |
| 2020  | 23438         | 3273        |

## معالم

### جوامع
- جامع الغفران: بناه الرائد الطيار ربيع توفیق عبد الغفور، افتتح يوم 1 حزيران سنة 1986.[3]
- جامع أبو بكر الصديق: بناه الحاج حسين بكر طالب، وافتتح يوم 1 آب سنة 1989.[3]